# Trust (francuski zespół muzyczny)
Trust – francuska grupa hardrockowa, która powstała w 1977 roku w Paryżu. Grupa zyskała popularność w 1979 i 1980 roku. Jej utwory łączyły w sobie ciężkie, rockowe brzmienia ze zgryźliwymi komentarzami społecznymi i politycznymi, nawet anarchizującymi (Paris is still burning), „Le Mitard” - piosenka o kontrowersyjnej postaci Jacques’a Mesrine’a, (uważanego przez jednych za wyjątkowo groźnego przestępcę: rabusia banków i zabójcę, któremu powiodły się ucieczki z więzień - wroga publicznego nr 1, a dla innych będącego nieomal współczesnym Robin Hoodem), mówiące także np. o Louisie Darquier de Pellepoix, hitlerowskim kolaborancie, który w czasie II Wojny światowej jako komisarz d.s. Żydowskich przy Rządzie Vichy był odpowiedzialny za francuską politykę wobec ukrywających się we Francji Żydów - „Darquier” (1980). „Mr Comédie” (1980), krytykujący będącego wówczas we Francji na wygnaniu, późniejszego Ajatollaha Chomeiniego, „Les Brutes” (1980), opisujący brutalną interwencję wojsk Układu Warszawskiego podczas tłumienia Praskiej wiosny w Czechosłowacji w 1968 roku, czy utwór „H & D" (Hôpital & Débiles), oskarżający Związek Radziecki i szczególnie jego tajne służby (KGB) o umieszczanie przeciwników politycznych w szpitalach psychiatrycznych.

## Skład grupy

### Ostatni skład
- Bernard Bonvoisin – śpiew
- Norbert Krief – gitara
- Yves Brusco – gitara basowa, gitara
- Farid Medjane – perkusja
- Iso Diop – gitara, gitara basowa

### Poprzedni członkowie
- David Jacob – gitara basowa
- Hervé Koster – perkusja
- Nirox John – perkusja
- Mohamed Shemleck – gitara
- Raymmond Manna – gitara basowa
- Jean-Emile Hannela – perkusja
- Fredéric Guillemet – gitara basowa
- Eric Levy – gitara
- Benjamin – gitara
- Kevin Morris – perkusja
- Thibault Abrial – gitara
- Clive Burr – perkusja
- Nicko McBrain – perkusja
- Thierry Dutru – perkusja
- Sherwin Rosnan – perkusja
- Omar – perkusja
- Kamel – perkusja

## Dyskografia

### Albumy studyjne
- Trust (1979) (nazywany także L'élite')
- Répression (1980) (wydana równolegle wersja anglojęzyczna jako Repression)
- Marche ou crève (1981) (wersja anglojęzyczna Marche ou crève wydana w 1982  pod tytułem Savage)
- Trust IV - (1983) (wersja anglojęzyczna pod tytułem Man’s Trap 1984)
- Rock’n’Roll (1984)
- En attendant (1989)
- Europe et Haines (1996)
- Ni Dieu ni maître (2000)
- 13 á table (2008)
- Dans le même sang (2018)
- Fils de lutte (2019)

### Albumy koncertowe
- Paris by Night (1988)
- Live (1992)
- A Live (1997)
- Still A-live (2000)
- Campagne 2006: Soulagez-vous dans les urnes! (2006)
- A l'Olympia (2009)
- Live a Rockpalast (2011)
- Live Hellfest 2017 (2017)

### Kompilacje
- Prends pas ton flingue (1992)
- The Backsides (1993)
- Anti Best of (1997)
- Gold (1997)
- Les Indispensables De Trust (2001) (kanadyjskie wydanie pod tytułem Les Plus Belles Chansons 2002)
- Le Meilleur Des Années CBS (2004) Box-Set 11 CD
- Trust le Best of (2008)